# Bob Sledding
Bob Sledding è un cortometraggio muto del 1911. Il nome del regista non viene riportato nei credit del film.

## Produzione
Il film fu prodotto dalla Vitagraph Company of America.

## Distribuzione
Distribuito dalla General Film Company, il film - un cortometraggio di cento metri - uscì nelle sale cinematografiche USA l'8 aprile 1911. Nelle proiezioni, veniva programmato con il sistema dello split reel, accorpato in un'unica bobina con un altro cortometraggio prodotto dalla Vitagraph, il film di animazione Winsor McCay, the Famous Cartoonist of the N.Y. Herald and His Moving Comics.